# Nördliche Luzon-Spitzmausratte

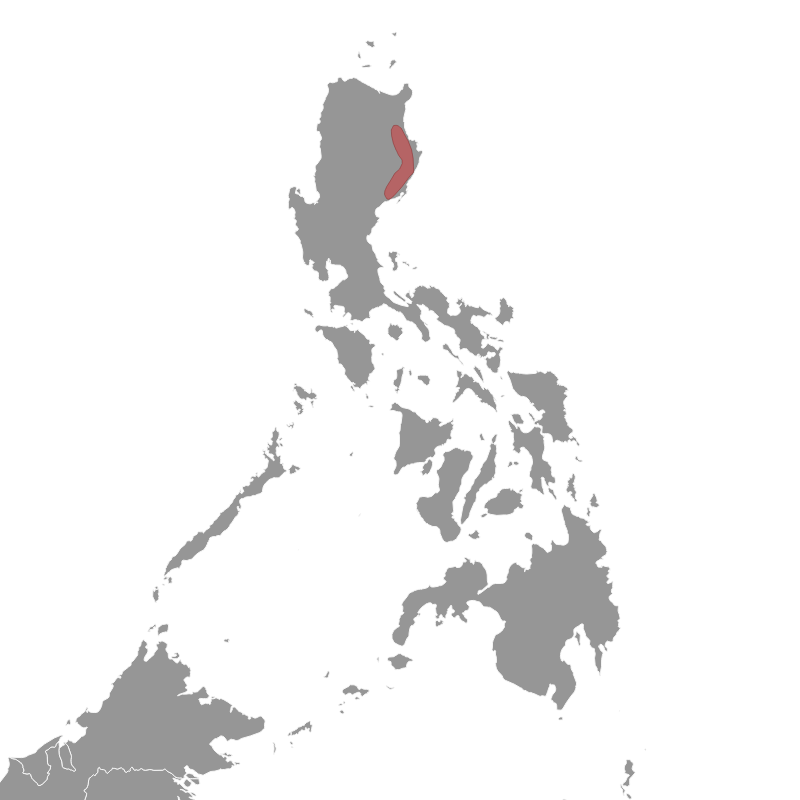
Verbreitungsgebiet der Nördlichen Luzon-Spitzmausratte

Die Nördliche Luzon-Spitzmausratte (Crunomys fallax) ist eine kaum erforschte Nagetierart aus der Familie der Langschwanzmäuse (Muridae). Sie ist nur vom Holotypus bekannt, der im Mai 1894 von dem britischen Naturforscher John Whitehead im Sierra-Madre-Gebirge in der Provinz Isabela im Norden Luzons geschossen wurde.

## Merkmale
Weder John Whitehead noch Oldfield Thomas, der die Art 1898 beschrieben hatte, machten Angaben über das Geschlecht des Holotypus. Erst Guy Musser gab in einer Neubetrachtung im Jahr 1982 an, dass es sich bei dem Tier wahrscheinlich um ein ausgewachsenes Männchen handelt. Die Gesamtlänge wird mit 185 mm, die Hinterfußlänge mit 23 mm und die Ohrenlänge mit 10 mm angegeben. Das Gewicht ist nicht bekannt. Die Nördliche Luzon-Spitzmausratte hat kleine Augen und ihre Schwanzlänge ist kürzer als die Kopf-Rumpf-Länge. Das Fell ist an der Oberseite graubraun und etwas stachelig. Die Unterseite ist hellgrau.

## Lebensraum und Lebensweise
John Whitehead entdeckte das Tier in einem trockenen Flachlandwald in der Nähe eines Baches in einer Höhenlage von 300 m. Ein Exemplar vom Mount Cetaceo in der Provinz Cagayan, das von Lawrence R. Heaney irrtümlich als Crunomys fallax identifiziert wurde, erwies sich bei einer Neubetrachtung als Soricomys musseri. Über die Lebensweise dieser Art ist nichts bekannt.

## Systematik
Die Gattung Crunomys ist nahe mit der Gattung Maxomys verwandt. Sie umfasst vier Arten, die auf Luzon, Mindanao und auf Sulawesi vorkommen.

## Status
Die IUCN listet die Nördliche Luzon-Spitzmausratte in der Kategorie „unzureichende Datenlage“ (data deficient). Der Lebensraum dieser Art, die westlichen Ausläufer des Sierra-Madre-Gebirges im Norden Luzons, steht aufgrund von landwirtschaftlicher Nutzung und Entwaldung unter starken Druck. Ausgedehnte Feldstudien sind daher notwendig, um den genauen Status der Nördlichen Luzon-Spitzmausratte ermitteln zu können.